# La Note bleue (album)
Pour les articles homonymes, voir La Note bleue.
Albums de Claude Nougaro
Nougaro au Théâtre des Champs-Elysées
(2001)
La Note bleue est un album posthume de Claude Nougaro sorti en novembre 2004 huit mois après la mort de l'auteur-compositeur-interprète le 4 mars 2004.

## Autour de l'album
Référence originale : Capitol Music - Blue Note Emi Music France 7243 87565821
L'album est réalisé par Yvan Cassar.
La version instrumentale de la chanson Toulouse a été joué lors des obsèques de Claude Nougaro à la Cathédrale Notre-Dame de Paris et à la Basilique Saint-Sernin de Toulouse.
L'album contient un titre caché (non mentionné au verso de la pochette, mais indiqué à l'intérieur du livret sous le titre Je voudrais écrire). Le morceau débute une quinzaine de secondes après que se soit achevé l'instrumental Toulouse. Il s'agit d'un texte dit par Nougaro sans accompagnement musical. Écrit par Claude Nougaro en automne 2003, pendant les inondations qui ont touché le sud de la France, Je voudrais écrire a été enregistré à leur domicile par son épouse Hélène Nougaro.
Claude Nougaro y évoque, outre les « caprices de la météo », Hubert Reeves, sa maladie et la mort.
«  J'ai envie d'écrire mais je ne sais pas quoi

En France le déluge s'amuse

Gendarmes et pompiers sont devenus les muses

De ce ciel déchaîné comme un homme qui boit

[...]

Parfois je vois passer sur telle ou telle rive

Un homme clair et bon, Hubert Reeves

[...]

Je marche à petits pas au bras de mon cancer

D'un certain côté parfois ça sert

C'est pas si con, Coco, quand on se dit chanteur

De mourir d'un concert du pancréateur

[...]

J'ai envie d'écrire, mais je ne sais pas quoi

La mort, je l'avoue, me laisse coi. »
(Claude Nougaro, extraits)

## Titres
Nota : L'ensemble des textes est de Claude Nougaro (nous le citons toutefois lorsqu'il s'agit d'une adaptation).
| No  | Titre                                                           | Paroles                     | Musique                              | Durée |
| --- | --------------------------------------------------------------- | --------------------------- | ------------------------------------ | ----- |
| 1.  | Eau douce                                                       |                             | Aldo Romano                          | 3:42  |
| 2.  | Dansez sur moi (en duo avec David Linx)                         | Claude Nougaro (adaptation) | Neal Hefti                           | 3:10  |
| 3.  | Bonheur                                                         |                             | Jean-Pierre Mas                      | 4:17  |
| 4.  | Armstrong (instrumental)                                        |                             | Traditionnel                         | 2:57  |
| 5.  | Herbie Hancock (adaptation du thème Cantaloupe Island)          |                             | Herbie Hancock                       | 3:39  |
| 6.  | L'espérance en l'homme                                          |                             | Marc Berthoumieux                    | 4:15  |
| 7.  | Les chenilles                                                   |                             | Aldo Romano                          | 2:17  |
| 8.  | Autour de minuit ('Round Midnight) (en duo avec Natalie Dessay) | Claude Nougaro (adaptation) | Thelonious Monk, Cootie Williams     | 4:10  |
| 9.  | Bidonville (instrumental)                                       | Claude Nougaro (adaptation) | Baden Powell                         | 3:11  |
| 10. | Fleur bleue                                                     |                             | Marc Berthoumieux                    | 3:00  |
| 11. | Les mots (chanté par David Linx)                                |                             | Daniel Goyone                        | 3:01  |
| 12. | Toulouse (instrumental)                                         |                             | Claude Nougaro, Christian Chevallier | 5:12  |
| 13. | Je voudrais écrire                                              |                             |                                      | 1:54  |

## Musiciens
- Nota : source pour l'ensemble de la section [4]

Titre 1 :
- Yvan Cassar : piano
- Rosario Bonaccorso : contrebasse
- André Ceccarelli : batterie

Titre 2 :
- Éric Legnini : piano
- Rosario Bonaccorso : contrebasse
- André Ceccarelli : batterie
- Flavio Boltro : trompette

Titre 3 :
- Éric Legnini : piano
- Rosario Bonaccorso : contrebasse
- André Ceccarelli : batterie
- Nicolas Montazaud : balais et cajons
- Louis Winsberg : guitare
- Stefano Di Battista : saxophone soprano

Titre 4 :
- Éric Legnini : piano
- Rosario Bonaccorso : contrebasse
- André Ceccarelli : batterie
- Stéphane Belmondo : trompette

Titre 5 :
- Éric Legnini : piano
- Rosario Bonaccorso : contrebasse
- André Ceccarelli : batterie
- Stéphane Guillaume : saxophone ténor
- Nicolas Giraud : trompette

Titre 6 :
- Yvan Cassar : piano
- Rosario Bonaccorso : contrebasse
- André Ceccarelli : batterie
- Nicolas Montazaud : percussions
- Nelson Veras : guitare
- Éric Chevalier : orgue hammond B3

Titre 7 :
- Éric Legnini : piano
- Rosario Bonaccorso : contrebasse
- André Ceccarelli : batterie
- Nicolas Montazaud : percussions
- Louis Winsberg : guitare
- Lionel Suarez : bandonéon

Titre 8 :
- Yvan Cassar : piano
- Rosario Bonaccorso : contrebasse
- André Ceccarelli : batterie

Titre 9 :
- Éric Legnini : piano
- Rosario Bonaccorso : contrebasse
- André Ceccarelli : batterie
- Nicolas Giraud : trompette
- Stéphane Guillaume : flute en sol
- Nicolas Montazaud : percussions
- Nelson Veras : guitare

Titre 10 :
- Éric Legnini : piano
- Rosario Bonaccorso : contrebasse
- André Ceccarelli : batterie
- Nicolas Montazaud : percussions
- Éric Chevalier : orgue hammond B3

Titre 11 :
- Yvan Cassar : piano

Titre 12
- Yvan Cassar : direction London Session orchestra
- Stéphane Guillaume : saxophone soprano
- Nicolas Giraud : trompette